# Pablo Sanábio
Pablo Sanábio (Juiz de Fora, 18 de maio de 1982) é um ator, produtor, publicitário, roteirista e videomaker brasileiro.

## Biografia
Começou a carreira aos oito anos de idade, quando passou a integrar o Teatro Infantil da Academia. Estreou nos palcos em 1990, numa montagem da peça de Maria Clara Machado, Maria Minhoca.
Estreou na televisão no seriado Sítio do Pica-pau Amarelo em 2007.
Aos 18 anos, em 2000, foi estudar na Casa das Artes de Laranjeiras, no Rio de Janeiro e paralelamente, cursou Publicidade na Universidade Gama Filho. Dirigiu o curta-metragem Kiss Me que lhe rendeu o prêmio de melhor diretor no 9ª Festival de Curtas da Universidade Gama Filho, em 2001.

## Vida pessoal
Pablo é casado com Marcelo Nascimento desde 2013.

## Filmografia

### Televisão
| Ano       | Título                                | Personagem                              | Nota(s)                                                    | Ref.         |
| --------- | ------------------------------------- | --------------------------------------- | ---------------------------------------------------------- | ------------ |
| 2007      | Sítio do Picapau Amarelo              | Casca / Cascudo                         | Temporada 7                                                | [ 4 ]        |
| 2009      | Descolados                            | Reinaldo                                | Temporada 1                                                | [ 5 ]        |
| 2010      | S.O.S. Emergência                     | Djalma                                  | 8 episódios                                                |              |
| 2010      | Open Bar                              | Defunto                                 | Episódio: "6"                                              |              |
| 2011      | Os Figuras                            | Rodolfo                                 |                                                            | [ 6 ]        |
| 2011      | De Cabelo em Pé                       | Rodolfo                                 |                                                            | [ 7 ]        |
| 2011      | O Astro                               | Pablo Banderas                          |                                                            | [ 4 ]        |
| 2013      | Cê Faz O Quê?                         | Nelson / Dr. Lauro / Vários personagens |                                                            | [ 8 ]        |
| 2013      | Meu Passado Me Condena                | Rodrigueira                             | Episódio: "Melhor Amigo"                                   | [ 9 ]        |
| 2013      | Uma Rua Sem Vergonha                  | Thiago                                  | Episódio: "Despedida de Solteiro"                          | [ 10 ]       |
| 2014      | O Rebu                                | Francisco Pereira (Kiko)                |                                                            | [ 4 ]        |
| 2014–17   | Questão de Família                    | Joaquim Azevedo                         | Temporadas 1–3                                             | [ 11 ]       |
| 2015      | Totalmente Demais                     | Maximiliano Augusto (Max)               |                                                            | [ 12 ] [ 4 ] |
| 2016      | Totalmente Sem Noção Demais           | Maximiliano Augusto (Max)               | Episódio: "Sábado à Note"                                  | [ 13 ]       |
| 2016      | Esta Noite Encarnarei No Teu Corpinho | Satânias                                | Episódio: "Piloto"                                         | [ 14 ]       |
| 2016      | Amor ao Quadrado                      | Lúcio                                   | Especial                                                   | [ 15 ]       |
| 2017–2022 | Sob Pressão                           | Dr. Charles Garcia                      |                                                            | [ 16 ]       |
| 2020      | Sob Pressão: Plantão Covid            | Dr. Charles Garcia                      |                                                            |              |
| 2022      | Cara e Coragem                        | Enzo Baresi                             |                                                            | [ 17 ]       |
| 2023      | Todo Dia a Mesma Noite                | Dr. Bernardes                           |                                                            |              |
| 2023      | Vai na Fé                             | Maximiliano Augusto (Max)               | Episódio: "21 de junho"                                    | [ 18 ]       |
| 2025      | Garota do Momento                     | Onofre Fonseca                          | Episódios: "14 de fevereiro–10 de março" e "26–29 de maio" | [ 19 ]       |

### Cinema
| Ano  | Título                         | Personagem                 | Ref.          |
| ---- | ------------------------------ | -------------------------- | ------------- |
| 2007 | Sem Controle                   | Felipe / Fidélis / Paulino |               |
| 2009 | Tempos de Paz                  | Osvaldo                    |               |
| 2010 | Nóia (curta-metragem)          |                            | [ 20 ]        |
| 2011 | VIPs                           | Paulo                      |               |
| 2011 | Coração na Boca                | Júlio (Curta-metragem)     | [ 21 ]        |
| 2012 | A Memória que Me Contam        | Jovem empresário           | [ 22 ]        |
| 2013 | Minha Mãe É uma Peça: O Filme  | Repórter                   |               |
| 2013 | Se Puder... Dirija!            | Policial                   |               |
| 2013 | Meu Passado Me Condena         | Raul                       |               |
| 2014 | Boa Sorte                      | Felipe                     | [ 23 ]        |
| 2015 | Linda de Morrer                | Marcelo                    | [ 24 ]        |
| 2015 | Maresia                        | Participação               | [ 25 ]        |
| 2017 | Festa da Firma                 | Selton                     | [ 26 ]        |
| 2017 | Motorrad                       | Tomás                      | [ 27 ]        |
| 2017 | Restô                          |                            |               |
| 2018 | D.P.A. 2 - O Mistério Italiano | Giovanni                   |               |
| 2022 | Medida Provisória              | Santiago                   | [ 28 ] [ 29 ] |
| 2022 | Incompatível                   | Kleber                     | [ 30 ]        |
| 2022 | Uma Pitada de Sorte            | Vicente                    | [ 31 ]        |
| 2022 | O Amor Dá Voltas               | Marcos                     | [ 32 ]        |
| 2024 | De Pai Para Filho              | Fred                       | [ 33 ]        |

### Teatro
| Ano  | Título                                          | Personagem                    | Ref.   |
| ---- | ----------------------------------------------- | ----------------------------- | ------ |
| 1990 | Maria Minhoca                                   | Mister Buldogue               | [ 34 ] |
| 1997 | Ópera do Malandro                               |                               | [ 34 ] |
|      | Capitães da Areia                               |                               | [ 34 ] |
|      | Boca de Ouro                                    |                               | [ 34 ] |
| 2005 | Vamos Fazer uma Festa Enquanto o Dia Não Chega? | Alice Super Star              | [ 35 ] |
| 2005 | Uma Visita ao Fim do Mundo                      |                               | [ 35 ] |
| 2007 | A Ratoeira                                      | Christopher Wren              | [ 36 ] |
| 2009 | Dois Irmãos – Due Fratelli                      | Irmão                         | [ 37 ] |
| 2011 | R&J de Shakespeare — Juventude Interrompida     | Ama de Julieta / Frei Eusébio | [ 38 ] |
| 2012 | O Menino que Vendia Palavras                    | Menino Vado                   | [ 39 ] |
| 2013 | Edukators                                       | Peter                         | [ 40 ] |
| 2013 | Fonchito e a Lua                                | Fonchito                      | [ 41 ] |

### Outros Cargos
| Ano  | Título                                        | Cargo                  | Nota(s)          | Ref.   |
| ---- | --------------------------------------------- | ---------------------- | ---------------- | ------ |
| 2001 | Kiss Me                                       | Diretor                | curta-metragem   | [ 34 ] |
| 2002 | Inteiros                                      | Diretor                | curta-metragem   | [ 34 ] |
| 2003 | Lobotomia                                     | Diretor                | curta-metragem   | [ 34 ] |
| 2003 | O Reino da Comidolândia contra o Império Diet | Diretor                | peça teatral     | [ 42 ] |
| 2003 | As Bruxas de Salém                            | Assistente de Direção  | peça teatral     | [ 43 ] |
| 2006 | Besouro – Cordão de Ouro                      | Assistente de Produção | peça teatral     | [ 44 ] |
| 2007 | Xuxa em Sonho de Menina                       | Assistente de Direção  | longa            |        |
| 2008 | Um Homem Célebre                              | Direção de Produção    | peça teatral     |        |
| 2010 | Chico Xavier                                  | Assistente de Produção | longa/minissérie | [ 45 ] |
| 2011 | O Filho Eterno                                | Idealizador            | peça teatral     | [ 46 ] |
| 2011 | Testemunha 4                                  | Produtor Associado     | longa            | [ 47 ] |
| 2013 | Talvez uma História de Amor                   | Idealizador            | peça teatral     | [ 48 ] |
| 2013 | Incêndios                                     | Produtor Associado     | peça teatral     | [ 49 ] |
| 2014 | Uma Vida Boa                                  | Idealizador            | peça teatral     | [ 50 ] |
| 2015 | Mas por quê??! – A história de Elvis          | Idealizador            | peça teatral     | [ 51 ] |
| 2016 | Como me Tornei Estúpido                       | Idealizador            | peça teatral     | [ 52 ] |

## Prêmios e indicações
| Ano  | Prêmio                                         | Categoria                       | Trabalho                                    | Resultado |
| ---- | ---------------------------------------------- | ------------------------------- | ------------------------------------------- | --------- |
| 2001 | Festival de Curtas da Universidade Gama Filho  | Melhor Diretor                  | Kiss Me                                     | Venceu    |
| 2011 | Melhores do UOL e PopTevê                      | Melhor Ator Revelação           | O Astro                                     | Indicado  |
| 2011 | Prêmio FITA - Festival Internacional de Teatro | Melhor Ator Coadjuvante         | R&J de Shakespeare - Juventude Interrompida | Indicado  |
| 2012 | Prêmio APTR                                    | Melhor Ator Coadjuvante         | R&J de Shakespeare - Juventude Interrompida | Indicado  |
| 2014 | Prêmio CBTIJ de Teatro para Crianças e Jovens  | Melhor Ator                     | Fonchito e a Lua                            | Indicado  |
| 2015 | Prêmio Zilka Sallaberry de Teatro Infantil     | Melhor Ator                     | Fonchito e a Lua                            | Indicado  |
| 2016 | Prêmio Extra de Televisão                      | Revelação Masculina             | Totalmente Demais                           | Indicado  |
| 2016 | Troféu UOL TV e Famosos                        | Revelação da TV                 | Totalmente Demais                           | Indicado  |
| 2020 | Pena de Prata                                  | Melhor Elenco em Especial de TV | Sob Pressão: Plantão Covid                  | Indicado  |
| 2022 | Poc Awards                                     | Ator                            | Cara e Coragem                              | Indicado  |